# 東京都交通局12-600型電力動車組
東京都交通局12-600型電力動車組（日语：／ Tōkyōto kōtsūkyoku 12-600-gata densha */?）是東京都交通局（都營地下鐵）大江戶線用的第2款直流通勤型電動列車，於2012年2月23日正式投入服務。

## 概况
為了防止落軌事故發生，东京都交通局在2010年2月开始对大江户线各车站设置月台闸门，将会在2013年6月结束。然而由于设置月台闸门之后，列车的停车时间开始增加，使得输送能力有所下降。为增强大江户线的输送能力，东京都交通局便决定增加2组共16辆列车来增强运输能力。原计划2组列车在2011年末全部制成，但是由于受2011年3月东日本大震灾的影响，导致列车的控制装置损坏，因此列车推迟了半年才制成 。第1组（12-611~12-618）于2011年8月下旬于川崎重工业兵库工厂开始甲种运送至东京。之后在9月开始进行了各种测试，最后在2012年2月23日开始投入使用。第2组列车于2012年3月运送至东京，并于5月开始投入使用。

## 列车车体
12-600型列车为直线电机列车，车身采用无外涂装的铝合金材料制成，列车客室车门材料则为不锈钢。本列车外观及配置与12-000型相似，并在该系列的第4批次基础上作了一定改进。
由于大江户线的车站基本为岛式月台，故驾驶台位置位于行进方向右侧，主干控制器为右手操作，紧急出口则设置在驾驶室的行进方向左侧 。每节车厢拥有3对车门，车门为氣動内藏门。外涂装色带为接近于洋红色、葡萄酒色或草莓色的颜色。

## 列车内部
12-600型列车内部主体颜色为白色，地板颜色为淡紫色，为了能够充分隔音，列车的每节车厢之间都设有可开关的车门 ，列车的第4、5节车厢拥有无障碍设施。此外列车在车门旁拥有闪灯和LED显示幕。

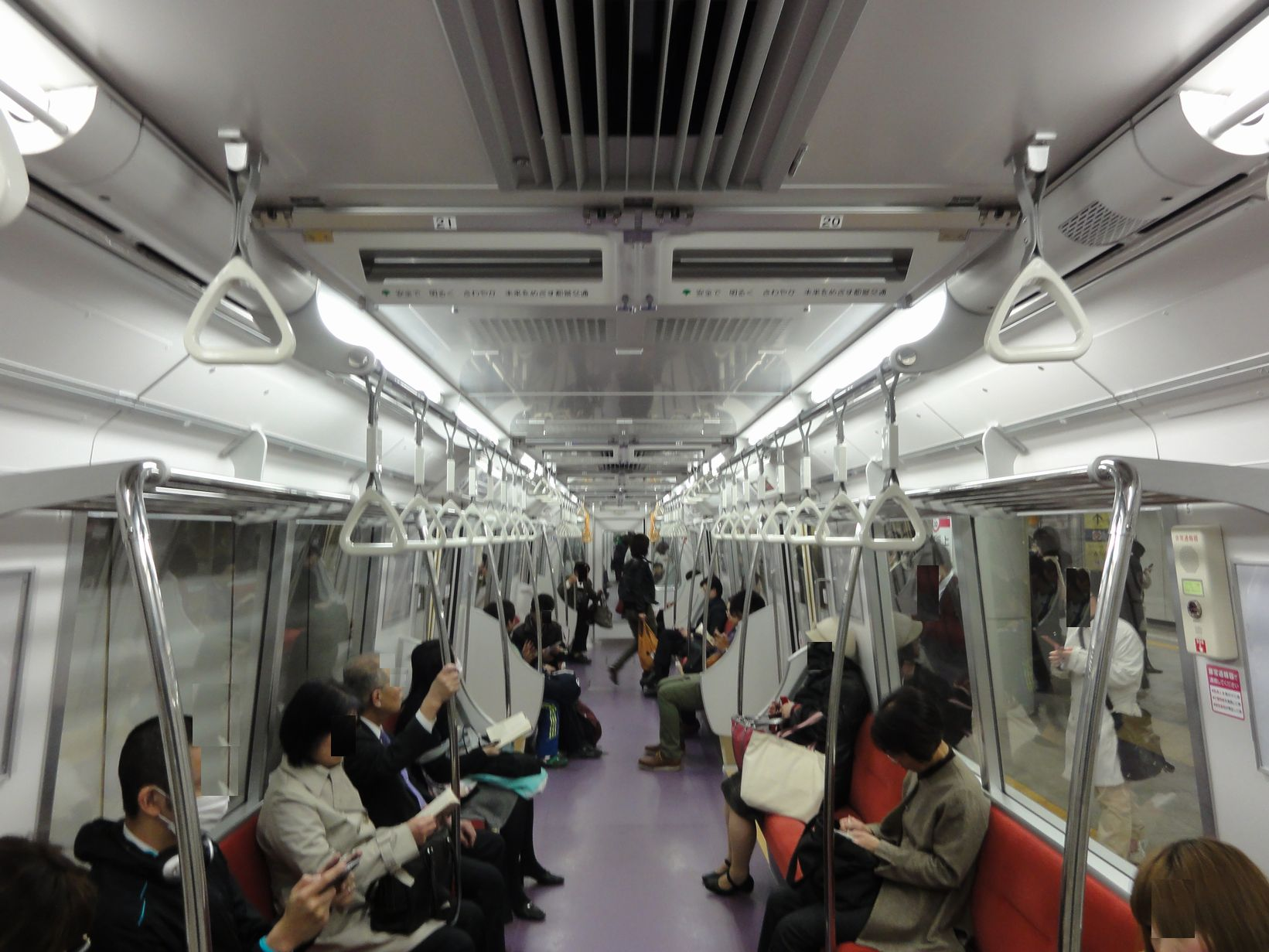
车内情况
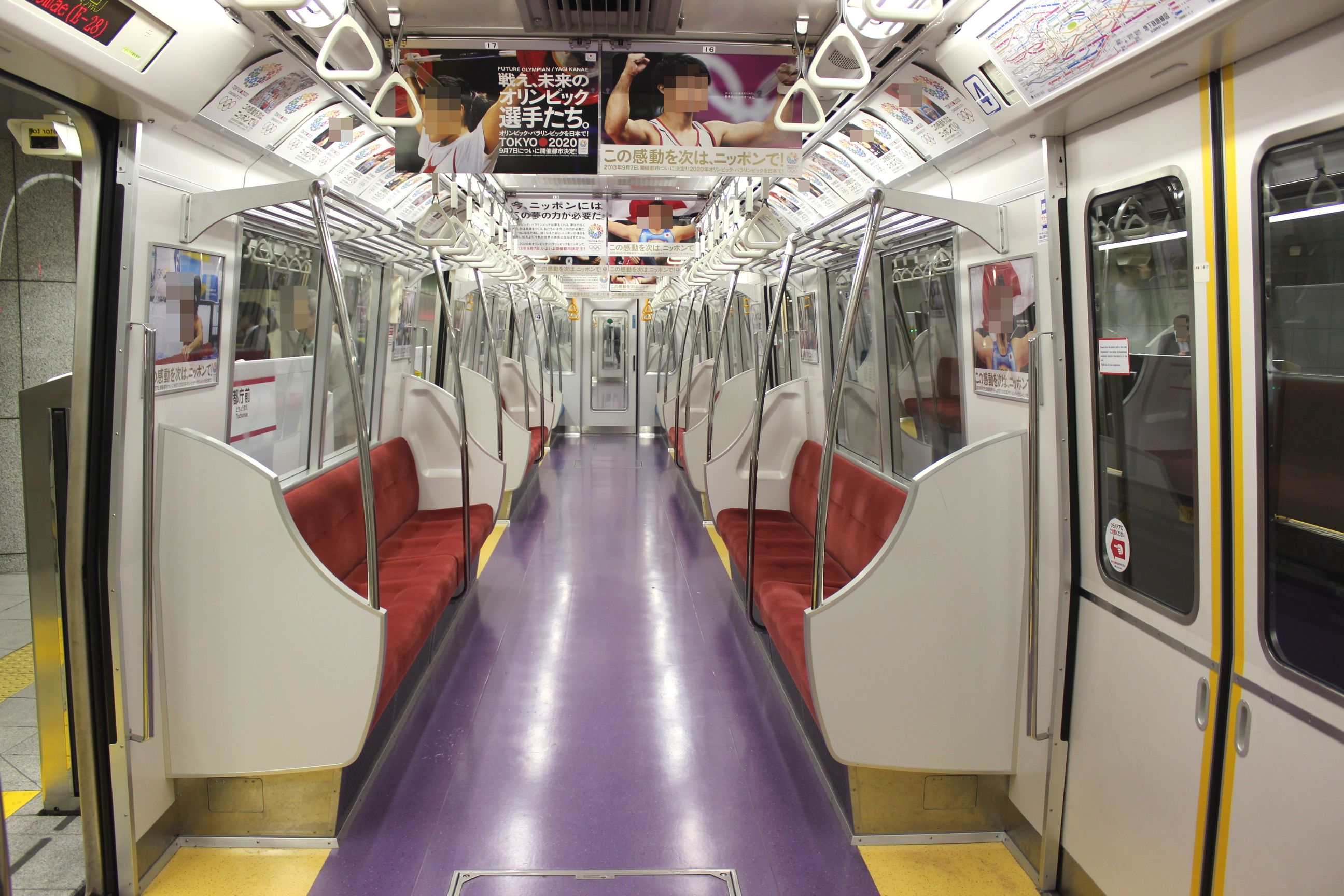
车内
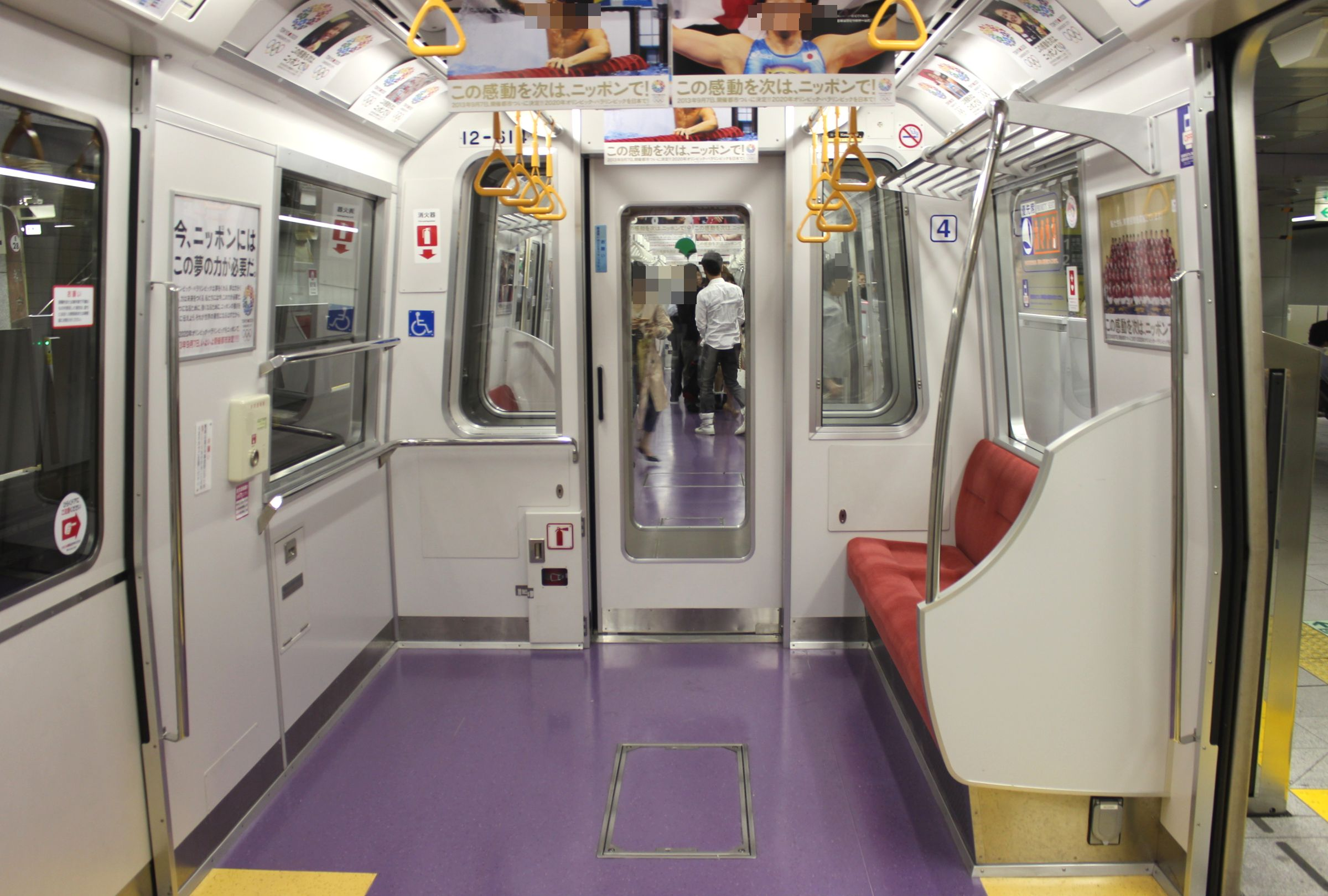
轮椅位
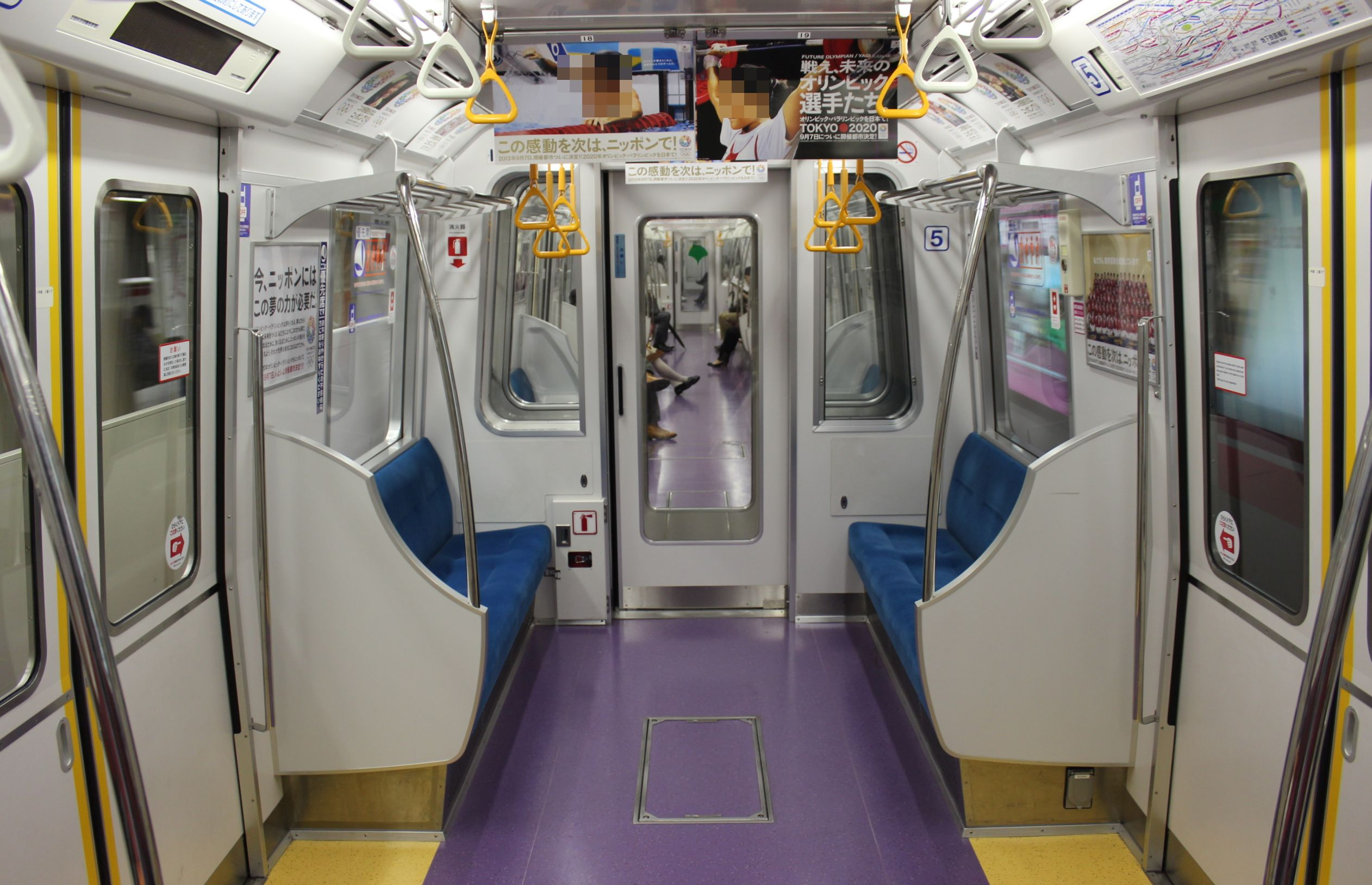
优先席

## 搭载设备
12-600型列车采用日立制作所制造的IGBT-VVVF控制装置，直线电机功率为单机120kW，每个转向架各1台。集电弓为单臂集电弓，折叠高度最低为160mm。列车空调功率为单机17.44kW，由东洋电机制造，每节车厢拥有2台。
列车的转向架采用了空气弹簧转向架，与12-000型的转向架（交通局形式T12-D-V型、住友金属工业形式FS545D型）相同，其中转向架会在马込车辆检修场进行定期检查。

## 2次車
因為大江戶線的12-000型已經用了10多年，開始老化，所以引入2次車來取代它們。2次車共有6輛。
車頭與1次車差不多，但更改了排障器和連接器部件的形狀。關於側面，草莓色和酒色的線色貼紙貼在側窗旁邊，不是一條色帶，這樣一眼就能將其識別為新車。
車外的目的地顯示器採用了彩色LED。引入1次車時，大江戶線還沒引入月台閘門，但引入2次車時，所有車站已完成安裝月台閘門，因此沒有防墜擋板。

## 3次車
從2018年開始，為了提高大江戶線的運輸能力，在2次車的基礎上作出了改良。外觀設計基於“接納各種人的人類友好型車輛”為概念。3次車是第69編成。
與2次車不同的是車頭的紅色塗裝比2次車更大的，以及前大燈和尾燈已組合在一起並放置在底部。

## 编组[7]
|          | 12-600 ←都厅前方向光丘方向→ |                     |                     |                     |                     |                     |                     |                      |
| 車廂編號 | 1                           | 2                   | 3                   | 4                   | 5                   | 6                   | 7                   | 8                    |
| 集電弓   |                             | ＜                  |                     | ＜                  | ＞                  |                     | ＞                  |                      |
| 形式區分 | 12-611 12-621 (Mc21)        | 12-612 12-622 (M12) | 12-613 12-623 (M23) | 12-614 12-624 (M14) | 12-615 12-625 (M15) | 12-616 12-626 (M26) | 12-617 12-627 (M17) | 12-618 12-628 (Mc28) |
| 动力单元 | 单元1                       | 单元1               | 单元2               | 单元2               | 单元3               | 单元3               | 单元4               | 单元4                |
| 其他設備 |                             |                     |                     |                     |                     |                     |                     |                      |
| 安裝機器 | BT                          | VVVF                | CP,SIV              | VVVF                | VVVF                | CP,SIV              | VVVF                | BT                   |
| 車輛重量 |                             |                     |                     |                     |                     |                     |                     |                      |
| 載客量   | 90人                        | 100人               | 100人               | 100人               | 100人               | 100人               | 100人               | 90人                 |

範例
- VVVF：主控制裝置（VVVF變頻器）
- SIV：靜式變流器
- CP：電動空氣壓縮機
- BT：蓄電池